# 奥特根腾格尔大学
奥特根腾格尔大学（英語：Otgontenger University）是位于蒙古国乌兰巴托的一所私立大学。

## 简介
奥特根腾格尔大学建于1991年。主要教授外语如法语、德语、日语、中文、英语等语言，此外还设有法律、新闻、会计、经济管理等专业。